# Bismarck Barreto Faria
Bismarck Barreto Faria známý jako Bismarck (* 17. září 1969) je bývalý brazilský fotbalový záložník a reprezentant. Mimo Brazílii působil během své kariéry na klubové úrovni v Japonsku.

## Reprezentace
Bismarck odehrál 11 reprezentačních utkání. S brazilskou reprezentací se zúčastnil Mistrovství světa 1990.

## Statistiky
| Brazílie | Brazílie | Brazílie |
| Roky     | Záp.     | Góly     |
| -------- | -------- | -------- |
| 1989     | 7        | 1        |
| 1990     | 4        | 0        |
| Celkem   | 11       | 1        |